# Peso argentyńskie
Peso argentyńskie – jednostka monetarna Argentyny o kodzie walutowym ARS (według ISO 4217). Wewnętrznie oznaczane jest $ (dla odróżnienia dolar amerykański oznaczany jest U$S). Dzieli się na 100 centavo. Nazwa pochodzi od hiszpańskiego peso – „ciężar”, „sztuka” (z łac. pensum = „odważone”).

## Historia

### Peso, do 1826
Peso było kolonialną walutą równą 8 realom. Po uzyskaniu niepodległości pozostało w użyciu do roku 1826.

### Peso Fuerte, 1826-1881
Peso fuerte było wymienialną walutą wartą początkowo 17 uncji złota o próbie 916, a od roku 1864 16 uncji. Oznaczane było $F.
Peso argentino ($a) (ISO 4217 ARP) zostało wprowadzone w 1983 r., tuż po przywróceniu demokracji. Kilkukrotne dewaluacje peso sprawiły, że straciło ono siłę nabywczą.

### Austral, 1985-1991
W 1985 r. Bank Centralny wprowadził nową walutę – australa, który zastąpił peso w stosunku 1000:1. Jednakże z powodu inflacji, austral bardzo szybko tracił na wartości.

### Peso Convertible, 1992-
Peso convertible zastąpiło australa od stycznia 1992 roku. 1 peso = 10 000 australi. W chwili wprowadzenia ustalona została przez Bank Centralny relacja do dolara amerykańskiego jeden do jednego. Kryzys z lat 1999–2002 spowodował spadek jego wartości.

## W obiegu

### Monety
W obiegu są monety 1, 5, 10, 25 i 50 centavos oraz 1, 2, 5, 10 peso. Ponadto emitowane są monety okolicznościowe.

### Banknoty
W obiegu są banknoty 5, 10, 20, 50, 100, 200, 500, 1000, 2000, 10000, 20000 pesos. Banknoty o nominałach 1 i 2 peso zostały zastąpione przez monety.